# Joyce Moreno
Joyce Renato Moreno Venecia (Panamá, Panamá, 29 de septiembre de 1974), conocido como Joyce Moreno, es un exfutbolista panameño nacionalizado español. Jugaba como defensa y su primer club fue el Real Madrid C. F. 
Su logro más grande fue meter un gol contra el Barcelona en la temporada 97/98

## Trayectoria
Comenzó su carrera en 1993 jugando para el Real Madrid C. F. "B", donde militó hasta el año 1997. A continuación, fichó por el Real Oviedo, equipo con el que debutó en Primera División en la temporada 1997/98. En 1999, fue cedido al C. D. Leganés y regresó al conjunto carbayón para la campaña 2000/01. En 2001 fue traspasado al Burgos C. F., donde jugó una temporada hasta que ingresó en las filas de la R. S. D. Alcalá. Tras jugar cedido en el C. D. Badajoz y disputar otro año en el Alcalá, se fue al D. A. V. Santa Ana. Posteriormente, permaneció dos temporadas en el Granada C. F.. Su último club fue la U. E. Sant Andreu, donde colgó las botas en el año 2008.
En 2012 fue entrenador del Colegio Everest donde consiguo un Campeonato de la liga de Pozuelo y un Torneo de la Amistad. Entre sus hazañas, logró que el futbolista Yago Amenedo metiese un memorable gol por toda la escuadra contra el Puerto Madrid FC que dio la victoria al equipo. Ese mismo año Yago consiguió meter la friolera de 3 goles ganando la espinillera de oro 2012-2013. Nacho Vallado, portero titular del equipo, llegó a ser el Zamora de la liga.

## Selección nacional
A pesar de ser panameño de nacimiento, se nacionalizó español y fue internacional con la selección de fútbol de España en las categorías sub-16, sub-17 y sub-18.

## Clubes
| Club                  | País   | Año       |
| --------------------- | ------ | --------- |
| Real Madrid C. F. "B" | España | 1993-1997 |
| Real Oviedo           | España | 1997-1999 |
| C. D. Leganés         | España | 1999-2000 |
| Real Oviedo           | España | 2000-2001 |
| Burgos C. F.          | España | 2001-2002 |
| R. S. D. Alcalá       | España | 2002-2003 |
| C. D. Badajoz         | España | 2003      |
| R. S. D. Alcalá       | España | 2003-2004 |
| D. A. V. Santa Ana    | España | 2004-2005 |
| Granada C. F.         | España | 2005-2007 |
| U. E. Sant Andreu     | España | 2007-2008 |

- Datos: Q6297594